# 直芒雀麦
直芒雀麦（学名：Bromus gedrosianus）为禾本科雀麦属下的一个种。它是一年生草本植物。分佈於中華人民共和國新疆維吾爾自治區塔什库尔干、叶城、策勒等地。

## 扩展阅读
- 維基物種上的相關：直芒雀麦